# Mietshäuser Syndikat

Das Mietshäuser Syndikat (MHS) ist eine in Deutschland kooperativ und nicht-kommerziell organisierte Beteiligungsgesellschaft zum gemeinschaftlichen Erwerb von Häusern, die in Kollektiveigentum überführt werden, um langfristig bezahlbare Wohnungen und Raum für Initiativen zu schaffen. Bis Januar 2025 war es an 193 Hausprojekten in Deutschland beteiligt, 30 Projektinitiativen suchen noch eine geeignete Immobilie. 

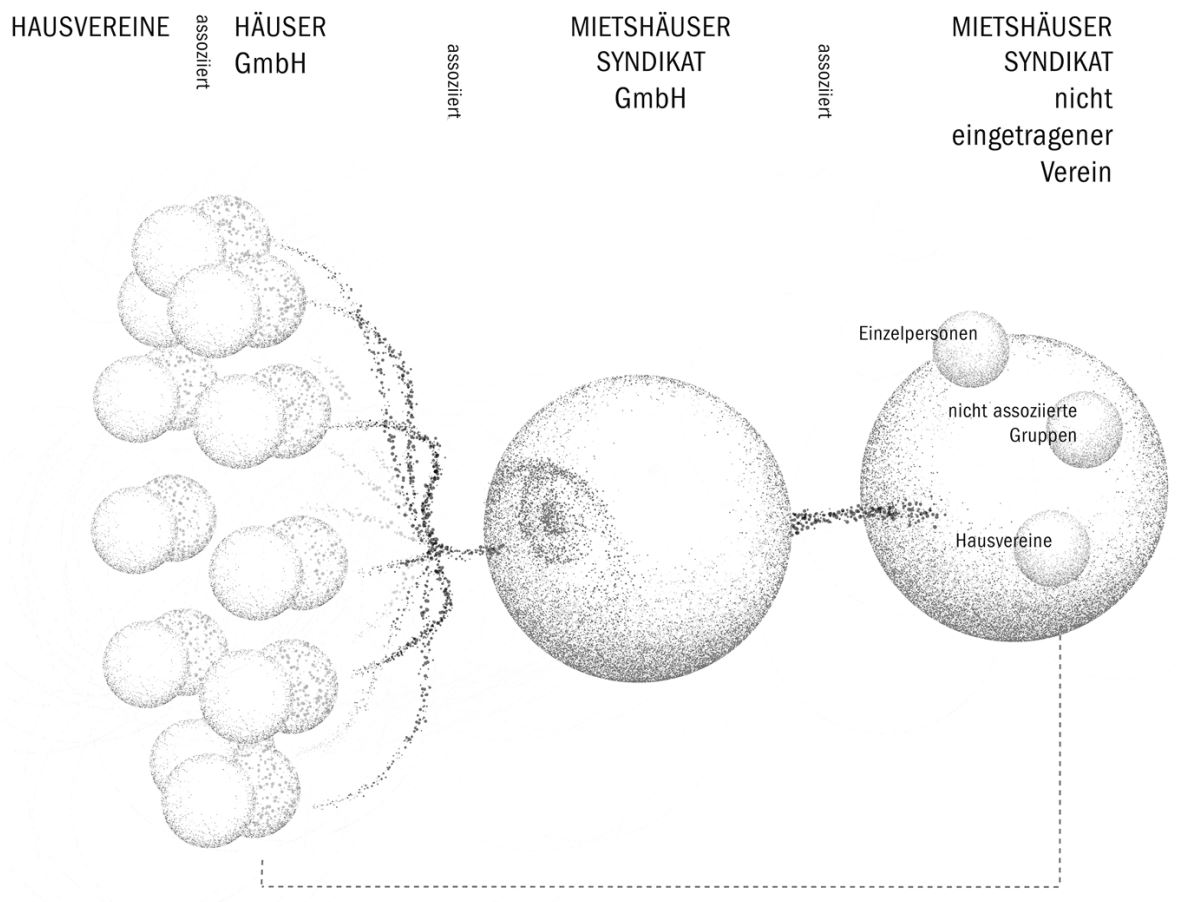
Aufbau des Mietshäuser-Syndikats (Helfrich/Bollier 2019)

Das Syndikat beteiligt sich finanziell an Projekten bzw. Immobilien, damit diese später nicht weiterverkauft werden können. Gleichzeitig fördert das Syndikat den Solidartransfer zwischen leistungsfähigeren und finanzschwächeren Projekten. Dieser setzt an dem Punkt an, dass in der Regel die Eigenkapitaldecke junger, heterogener Gruppen sehr dünn ist, dabei aber permanent und verlässlich Schulden sowie langsam zunehmend Solidarbeiträge über Mieten bezahlt werden können. Die Teilnahme an diesem solidarischen Verfahren ist Bedingung für eine Aufnahme im Syndikatsverbund.
Das Mietshäuser Syndikat unterstützt und berät die Projekte bei der Finanzierung und in rechtlichen Fragen, gibt selbst aber kein Kapital dazu. Das Syndikat versteht sich als basisdemokratisch arbeitendes Netzwerk mit Knotenpunkten in ganz Deutschland. Ein wichtiges Instrument ist ein gemeinschaftlich verwalteter „Solidarfonds“, der 220.000 Euro im Jahr 2015 umfasste. Die in Frage stehenden Häuser, häufig Wohnprojekte, werden nicht Eigentum des Syndikats, sondern einer eigenen GmbH, in der der jeweilige Hausverein und das Mietshäuser Syndikat Gesellschafterinnen sind. Der Eigentumstitel der Immobilie liegt bei der GmbH. Die Stimmrechte sind im GmbH-Vertrag festgelegt und nicht wie üblich an die Höhe der Anteile gekoppelt. Über den Verein verwalten die Nutzer ihr Objekt eigenverantwortlich. Hausverein und Mietshäuser Syndikat haben in der GmbH Stimmenparität, so dass Verkauf oder Umwandlung nur einvernehmlich möglich sind und damit verhindert werden können. Entscheidungen wie Wohnungsvergabe, Gestaltung, Finanzierung und Miethöhe obliegen im Rahmen der Wirtschaftlichkeit ausschließlich dem Hausverein, also den dort lebenden Menschen. Die Mietshäuser Syndikat GmbH ist wiederum im Besitz der Gesamtheit der Hausvereine. Höchstes Organ ist die viermal jährlich stattfindende Mitgliederversammlung.
Das Syndikat hat seinen Ursprung im genossenschaftlichen und politisch linken Spektrum und versucht, Ziele der Hausbesetzer-Szene, soziologische und städtebauliche Erkenntnisse seit den 1960er Jahren sowie Ansätze zum sozialverträglichen und ökologischen Umgang mit Geld, Grund und Boden unabhängig von Großbanken und Staat in der Realität zu verankern. (Siehe auch Mutualismus (Ökonomie).)
Auf dem Freiburger „Grethergelände“, einem Komplex mit 100 Bewohnern, dem Strandcafé und dem Radio Dreyeckland auf dem Gelände des ehemaligen Unternehmens Grether & Cie., befindet sich die zentrale Koordination.

## Entwicklung
Das Syndikat wurde 1992 in Freiburg im Breisgau von ehemaligen Hausbesetzern gegründet. Bis 2020 konnte es sich an 159 Wohnprojekten mit über 3.800 Bewohnerinnen und Bewohnern und insgesamt 150.000 m² Nutzfläche beteiligen und 15 Initiativen unterstützen. Das kleinste Objekt ist ein Einfamilienhaus für sechs Personen, das größte das Wohnprojekt SUSI, vier Gebäude der ehemaligen Schlageter-Kaserne in Freiburg-Vauban mit 260 Bewohnern aller Altersstufen. 2007 wurde die „Regionale Koordination Tübingen“ gegründet. Weitere regionale Koordinationen und Beratungen bestehen für die Regionen Bayern, Berlin-Brandenburg, Bremen, Dresden, Hamburg, Gießen, Leipzig, Marburg sowie Nordrhein-Westfalen.

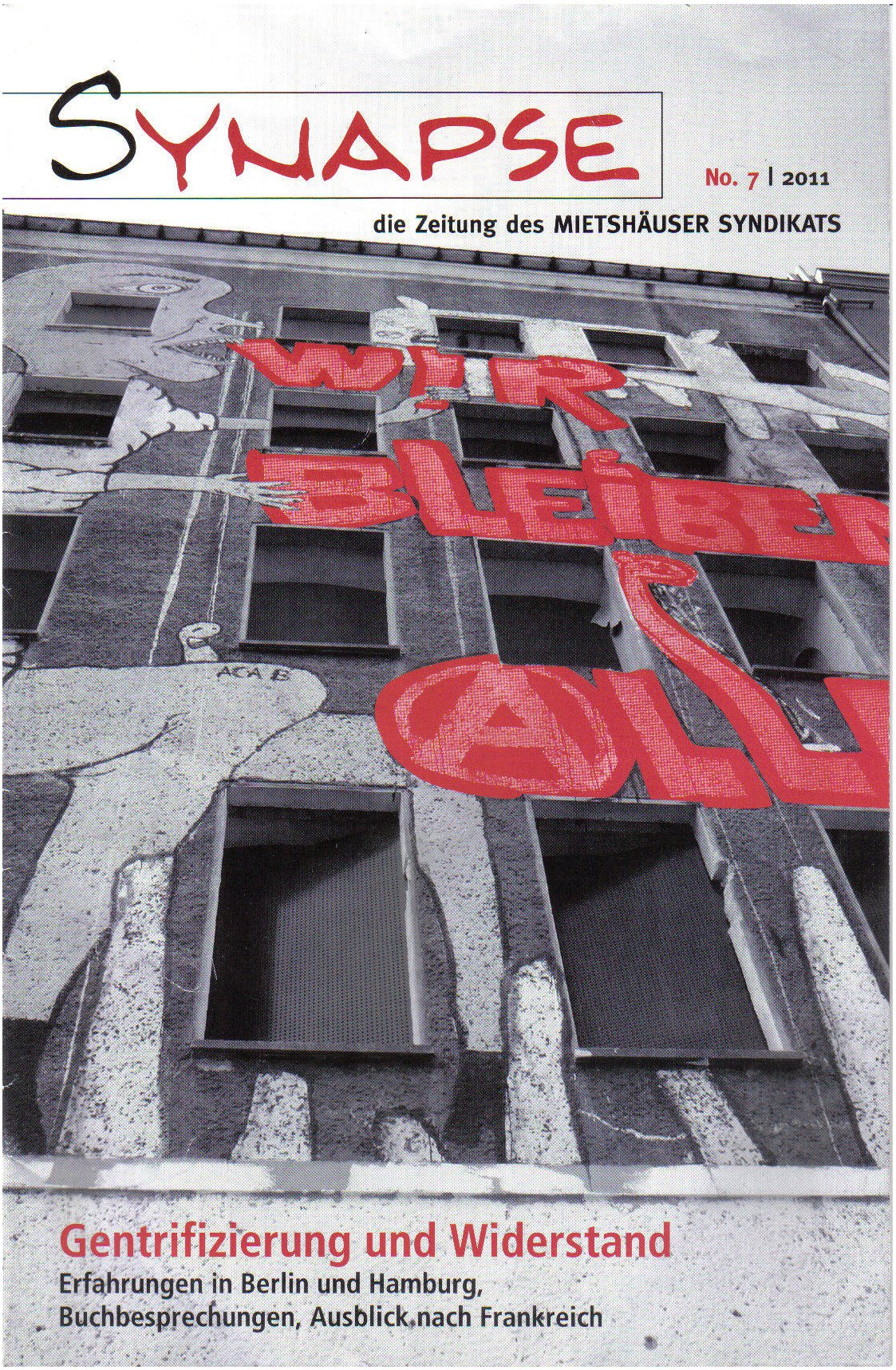
Synapse-Titelblatt Nr. 7 2011

2011 erschien nach fünf Jahren Unterbrechung eine gedruckte Ausgabe der Synapse – die Zeitung des Mietshäuser Syndikats, deren erste Ausgabe 2001 an die Stelle der kopierten Mitglieds-Infos erschienen war.
2014 gründete sich nach Vorbild des Mietshäuser-Syndikats das österreichische Bündnis HabiTAT. Weitere Adaptionen existieren in Frankreich, der Niederlande und der Tschechischen Republik.
Am 15. November 2022 wurde die Syndikatstiftung von dem Regierungspräsidium Darmstadt anerkannt. Ähnliche Stiftungen sind die Stiftung Edith Maryon und die Stiftung trias.

## Rezeption

### Nachhaltigkeit und Suffizienz
Silke Helfrich und David Bollier attestieren staatliche „Dysfunktionalitäten [...] in der Unfähigkeit, die Finanzkrise strukturell zu lösen oder der ökologischen Zerstörung wirksam zu begegnen“. Das Mietshäuser-Syndikat sei beispielhaft, „um kollektive Rechte zu verteidigen“. Christine Hannemann spricht von einer „Marktferne“ des Modells, mit der wie bei Genossenschaften die Bezahlbarkeit von Wohnkosten sichergestellt werde. Laut Weert Canzler ist das Mietshäuser Syndikat ein „wirksamer Schutz gegen renditegierige Investoren“. Damit trage es nach Herbert Klemisch und Moritz Boddenberg zur „Behebung von Armut und sozialer Ungleichheit“ bei und sorge laut einem Gutachten der BTU Cottbus „trotz des hohen Innovations- und Modellcharakters“ der Projekte für „deutlich unter dem Durchschnitt liegende Mieten“.
Die Hausprojekte sind für Nir Barak Ausdruck eines breit angelegten bürgerschaftlichen Engagements. Enrico Schönberg sieht im Syndikat-Konzept das Potenzial, gelungene Mechanismen auf gesellschaftliche Bereiche zu übertragen. Das Entscheidende sei ein „Prozess des Commoning, bei dem man sich über Ressourcen in einer gemeinschaftlichen Form verständigt“. Judith Vey attestierte dem Syndikat eine funktionierende Verbindung anarchistischer, direktdemokratischer und marxistischer Ansätze, das sich neben der dominierenden Wahrnehmung eines „uniformen Kapitalismus'“ behauptet habe. Bettina Barthel bezeichnete die Funktionalisierung von Kapitalgesellschaften des Mietshäuser-Syndikats zur „Dekommodifizierung von Wohnraum“ als „Legal Hacking“. Das Mietshäuser-Syndikat ist für Ivo Balmer und Tobias Bernet ein „Erfolgsmodell“.
Kenton Card argumentiert für die Prüfung staatlicher Förderung bei der skalierten Verbreitung des Modells. Die im Aufbau befindliche Stadtbodenstiftung Berlin, ein Community Land Trust (CLT), bezeichnet das Mietshäuser-Syndikat als „ideell sehr nahe“.

### Risiken für Direktkreditgeber
Es bestehen Risiken für etwaige Anleger: Zur Finanzierung der sozialverträglichen Wohn-Immobilienprojekte ist in der Regel Kapital notwendig, über das die jeweiligen Hausvereine und Haus-GmbHs meist nicht hinreichend verfügen. Banken verlangen dieses Kapital als zusätzliche Sicherheit, um ihrerseits Kredite zu gewähren. Die Haus-GmbHs werben die nötigen Gelder dabei als bewusst sehr niedrig verzinste Direktkredite von Privatpersonen ein, die ihr Kapital als nachrangiges Darlehen zur Verfügung stellen. Im Falle einer Insolvenz der Haus-GmbH werden diese Kredite somit nachrangig bedient, das gesamte Geld steht also während der Laufzeit im Risiko. Das Mietshäuser Syndikat informiert auf seiner Homepage über diese Risiken, verweist auf eine Insolvenz aus dem Jahr 2010 und rät dazu, einen größeren Kredit auf mehrere Projekte zu verteilen, um das Risiko zu minimieren. Die Stiftung Warentest empfiehlt in einer Beurteilung den Anlegern, nur überschaubare Summen zu investieren: „Die Investition eignet sich nicht als reine Geldanlage. Im Verhältnis zum Risiko sind die Renditeaussichten gering.“

## Anschläge auf das Projekt
Innerhalb eines halben Monats wurden 2021 zwei Brandanschläge auf ein mit dem Mietshäuser-Syndikat verbundenes Hausprojekt in der Jagowstraße 15 in Berlin-Spandau verübt. Aufgrund zuvor aufgefallener Schmierereien mit nationalsozialistischen Bezügen hat daraufhin der Staatsschutz des Landeskriminalamts Berlin die Ermittlungen aufgenommen.

## Video
- Das ist unser Haus (Infofilm), vimeo.com, 25. November 2016
- Ohne Moos nix los (Doku von Terra X ab Minute 9:50), 3. Januar 2022

### Einzelbeiträge
- Corinna Hölzl und Henning Nuissl: Marktferne Eigentumsmodelle. Potenziale und Grenzen gemeinwohlorientierter Immobilienentwicklung. In: Aus Politik und Zeitgeschichte (APuZ). Band 72, Nr. 51/52, 19. Dezember 2022, bpb.de, ISSN 0479-611X, S. 36–42.
- Corinna Hölzl: Translocal Mobilization of Housing Commons. The Example of the German Mietshäuser Syndikat. In: Frontiers in Sustainable Cities. Band 4, 3. März 2022, ISSN 2624-9634, doi:10.3389/frsc.2022.759332.
- Stefan Rost: Das Mietshäuser Syndikat. In: Silke Helfrich und Heinrich-Böll-Stiftung (Hrsg.): Commons. Für eine neue Politik jenseits von Markt und Staat. 2. Auflage. Transcript, Bielefeld 2014. S. 285–287.

### Monographien
- Matthias Wendt: Weil es nur zusammen geht. Commons-basierte Selbstorganisation in der Leipziger Hausprojekteszene. Campus, Frankfurt am Main 2018, ISBN 978-3-593508962.

### Eigene Auftritte
- Eigene Webseite: syndikat.org
- Podcast des Netzwerks der Berliner MHS-Initiativen (NBMHSI)

### Berichterstattung
- archplus.net: Mietshäuser Syndikat. Eine Alternative zum Eigentumsprinzip, von Bernhard Hummel, Arch+ Nr. 201/202
- badische-zeitung.de 14. Februar 2018, Simone Lutz: Ein Plan, 100 Hausprojekte
- Commons – Für eine neue Politik jenseits von Markt und Staat, Stefan Rost: band1.dieweltdercommons.de: Das Mietshäuser Syndikat
- So retten Mieter ihr Haus vor Investoren, von Anna-Sophie Schneider Spiegel.de 20. Februar 2018
- Die Unbestechlichen, von Harald Schumann, Tagesspiegel.de 8. November 2013
- Immobilienmodell in Berlin Nie mehr verkaufen, Von Robin Wille Der Spiegel 23. Dezember 2019